# ٻ
ٻは、アラビア文字の一つ。بに由来し、それにドット符号が追加されたものである。アラビア語には存在せず、シンド語、サライキ語、ハウサ語などに存在する。発音は/ɓ/である。ハウサ語ではبと同じ/b/で発音される。ハウサ語やシンド語ではアラビア文字と併記される。この発音はハウサ語のラテン式アルファベット正書法でƁで表記され、サライキ語とシンド語のデーヴァナーガリー正書法ではॿと表記される。